# 11942 Guettard
11942 Guettard este un asteroid din centura principală de asteroizi.

## Descriere
11942 Guettard este un asteroid din centura principală de asteroizi. A fost descoperit pe 12 iulie 1993 la Observatorul La Silla de Eric Walter Elst. El prezintă o orbită caracterizată de o semiaxă mare de 2,87 ua, o excentricitate de 0,06 și o înclinație de 0,8° în raport cu ecliptica.